# گرگ گرافین
گرگ گرافین (انگلیسی: Greg Graffin؛ زادهٔ ۶ نوامبر ۱۹۶۴) موسیقی‌دان، خواننده-ترانه‌پرداز، آهنگساز، تهیه‌کننده موسیقی، مؤلف اهل ایالات متحده آمریکا است. وی دانش‌آموختهٔ رشتهٔ زمین‌شناسی در یوسی‌اِل‌اِی (در مقطع کارشناسی و کارشناسی ارشد) است و پی‌اچ‌دی جانورشناسی خود در سال ۲۰۰۳ از دانشگاه کرنل دریافت کرد و استاد رشتهٔ علوم طبیعی در دانشگاه کالیفرنیا، لس آنجلس و دانشگاه کرنل است. او خوانندهٔ گروه پانک راک بد ریلیجین است.
از فیلم‌ها یا مجموعه‌های تلویزیونی که وی در آن‌ها نقش داشته‌است، می‌توان به اژدهای آرزو اشاره نمود.